# 馬籠峠
馬籠峠（まごめとうげ）は、長野県木曽郡南木曽町と岐阜県中津川市の境にある旧中山道の峠。標高790メートル。

## 概要
妻籠宿と馬籠宿の両宿の間にあり、中山道の宿場町の中でも史蹟として保存状態の良い両宿を含めて観光地として訪れる人も多い。峠には「白雲や青葉若葉の三十里」という正岡子規の句碑が建っている。
峠の名前は馬籠宿に由来するものであるが、反対側の妻籠宿に由来する妻籠峠（つまごとうげ）という呼び名も江戸時代には行われていた。
かつては県境ではなく長野県内の峠だった。旧信濃国と旧美濃国の境は十曲峠にあり同所には「シナノ ミノ サカヒ」の角柱が残るが、2005年（平成17年）に長野県木曽郡山口村が岐阜県中津川市に越県合併した結果、県境が東方の馬籠峠に移った。峠道は中山道の旧道と岐阜県道・長野県道7号中津川南木曽線が並走し、分岐と交差を繰り返している。
国土地理院は峠の標高を790メートルとしているが、峠を通る道路の脇に立てられた看板には長らく標高801メートルと表記されていた。2020年（令和2年）2月になりこの相違が指摘されたことから、看板の表記が修正されることになった。地元の町では、もともとの峠が標高801メートルで、峠を削って道路を造成したために790メートルになったのではないか、としている。

## 交通
信濃路自然歩道に位置しておりハイキングコースが整備されている（馬籠宿まで約2.0km、妻籠宿までは男滝・女滝を経由して約6.0kmである）。

## 周辺
- 妻籠宿
- 馬籠宿
- 大妻籠
- 白木改番所跡 - 寛延2年（1749年）から明治2年まで木曽五木の伐採を取り締まるため番所が設置された[5]。
- 一石栃立場茶屋（いちこくとちたてばちゃや） - 江戸中期の茶屋で同地に休憩所が設けられている[5]。
- 子安観音
- 男滝・女滝